# 升华 (心理学)

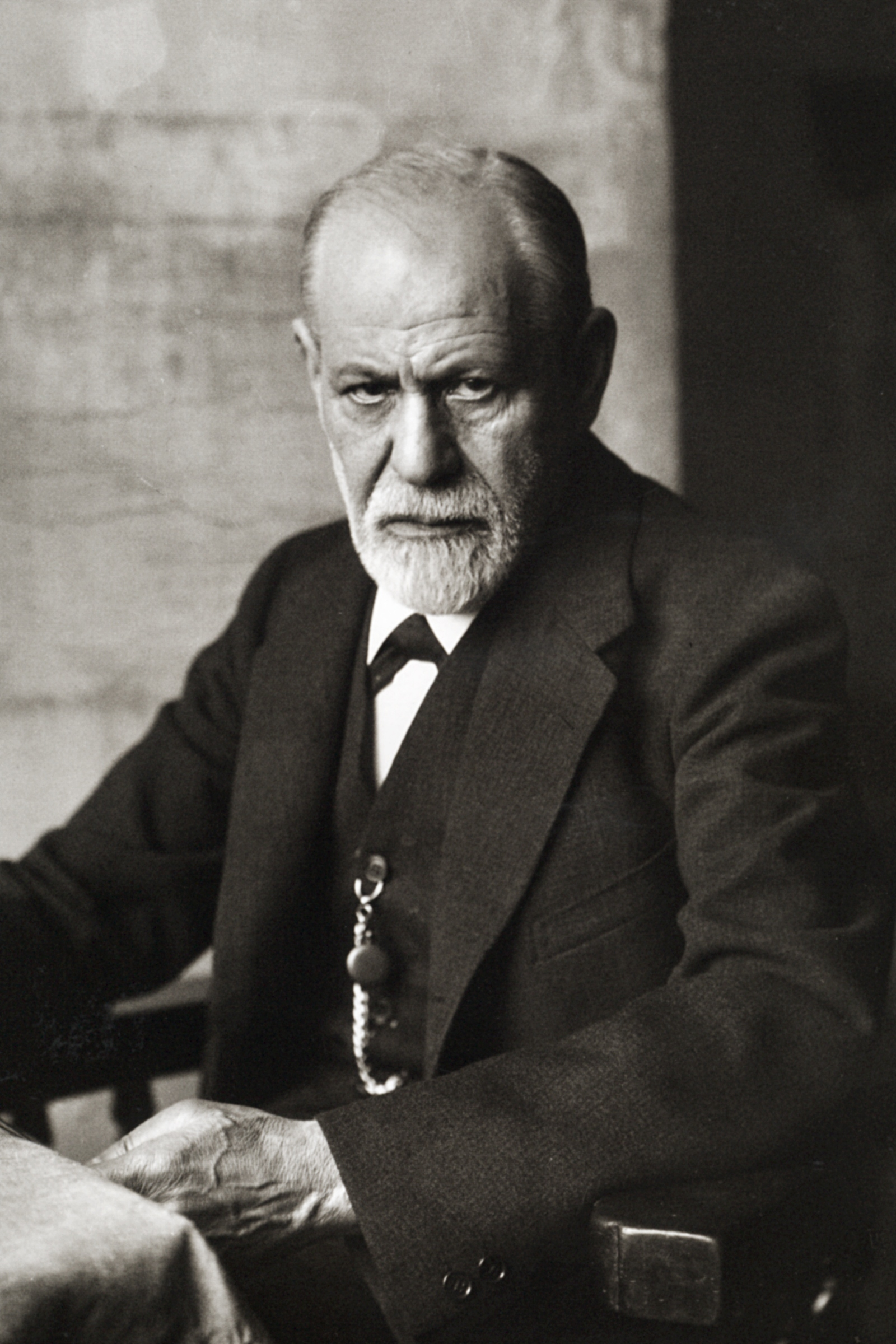
西格蒙德·弗洛伊德 1926

在心理学中，升华（sublimation）是一个由弗洛伊德发明的术语，最终用来描述作为力比多反射的精神。它起源于弗洛伊德的精神分析方法，有时也被称为心理防卫机制的一种类型。根据 Wade 和 Tavris的定义，当替代（displacement）“具有较高的文化或有益社会的目的，例如艺术或发明创造时”，就成了升华。

## 精神分析理论
在弗洛伊德的经典理论中，由于人类社会的制约因素，被允许表达的本能是有限的。
弗洛伊德认为这种防御机制与他所列出的其他防御机制（如投射、压抑、歪曲、摄入、退行、合理化和）相比，最具生产性。升华是将力比多转化为社会认可的成就（主要是艺术）的过程。精神分析学家通常指出，升华是唯一真正成功的防御机制。

## 宗教心理学
在宗教中，升华与神秘经验联系在一起，通常是通过冥想技巧实现。它被神秘主义者们广泛应用于所有宗教，特别是通过禁欲主义的做法。见于藏传佛教，密续和其他各种印度教的做法，例如在欲经中。在基督教中，见于圣经中的《雅歌》，圣女亚维拉的德兰（大德兰）的生平，圣十字若望和他的诗歌。

## 在小说中的例子
在西方文学中最著名的一个例子是托马斯·曼的中篇小说《威尼斯之死》，主角古斯塔夫·冯·阿申巴赫是一位著名作家，将对一位青春期男孩的欲望升华为写作灵感。
阿加莎·克里斯蒂小说《无人生还》描写一个恶棍的职业曾允许他们升华自己的杀人冲动。
此方法的戏剧化见于美国电视剧《辛普森一家》的《哭泣的莉萨》一集，莉萨·辛普森表现出虚无主义的荒凉情绪，通过演奏蓝调来寻找慰藉。 